# Jean-Marie Gauvreau
Jean-Marie Gauvreau, né le 21 juin 1903 à Rimouski et mort le 18 septembre 1970 à Montréal (dans l’arrondissement d’Outremont) est un artiste, écrivain et professeur québécois dans le domaine des arts appliqués et de l’artisanat.
Il est le premier diplômé étranger et canadien d’arts appliqués aux industries du mobilier à l’école Boulle de Paris.
Gauvreau est également connu pour son aide dans l’émergence et la reconnaissance des métiers d’arts du Québec par son influence en tant que premier directeur de l’école du meuble de Montréal. Il y fonde d’ailleurs le musée de l’école du meuble en 1940.
Il prend part à la Société royale du Canada en y devenant membre en 1942. Il se démarque également par les distinctions qu’il reçoit au cours de sa carrière, dont la médaille du Grand Prix d’artisanat de la province de Québec.

## Biographie

### Vie personnelle et familiale

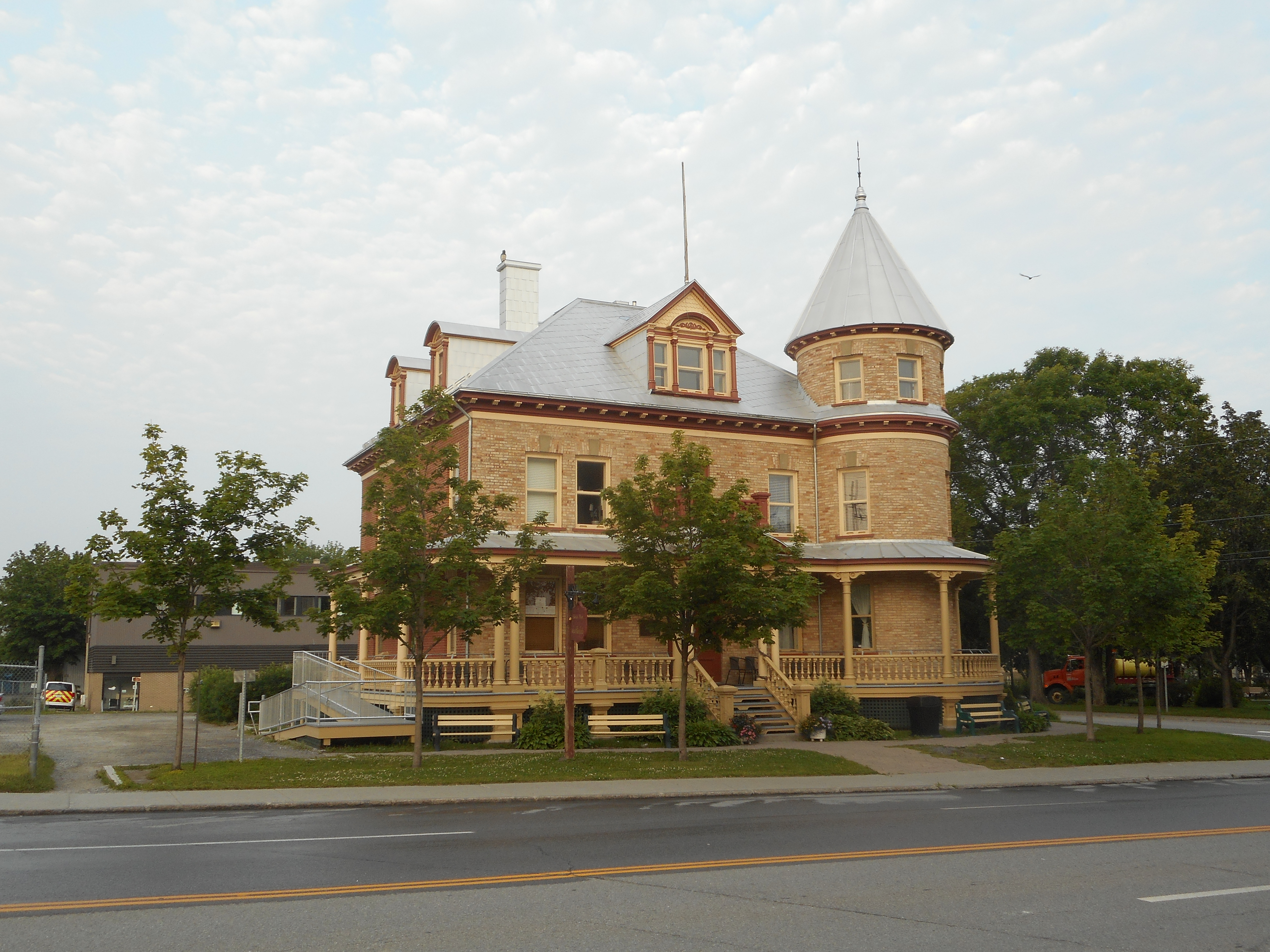
Maison Joseph Gauvreau

Jean-Marie Gauvreau est l’un des neuf enfants du Dr Joseph Gauvreau et de sa femme Augustine L’Arrivée. Son père, reconnu pour avoir cofondé la Ligue des droits du français, fit construire en 1906, à Rimouski, une maison familiale nommée la maison Joseph-Gauvreau, dans laquelle Jean-Marie grandira. Cette maison est aujourd’hui considérée comme un immeuble patrimonial par le ministère de la Culture et des Communications. M. Gauvreau grandi entouré de ses nombreux frères et sœurs, il y compte notamment sa sœur Marcelle Gauvreau. Mme. Gauvreau étant reconnue pour sa carrière dans plusieurs domaines, mais principalement dans celui du botanisme comme collaboratrice du frère Marie-Victorin dans ses recherches. Il compte également parmi ses neuveux, le cinéaste Claude Jutras. Il marie Marguerite Roux, avec qui il aura 6 enfants, avant de s’éteindre le 18 septembre 1970.

### Formation
Jean-Marie Gauvreau commence ses études à Montréal au Collège Sainte-Marie ainsi qu’à l’École technique de la rue Sherbrooke (aujourd’hui des pavillons de l’Université du Québec à Montréal,). Son parcours scolaire à Montréal comprend également des stages à l’École des Hautes Études Commerciales ainsi qu’à l’École des Beaux-Arts.

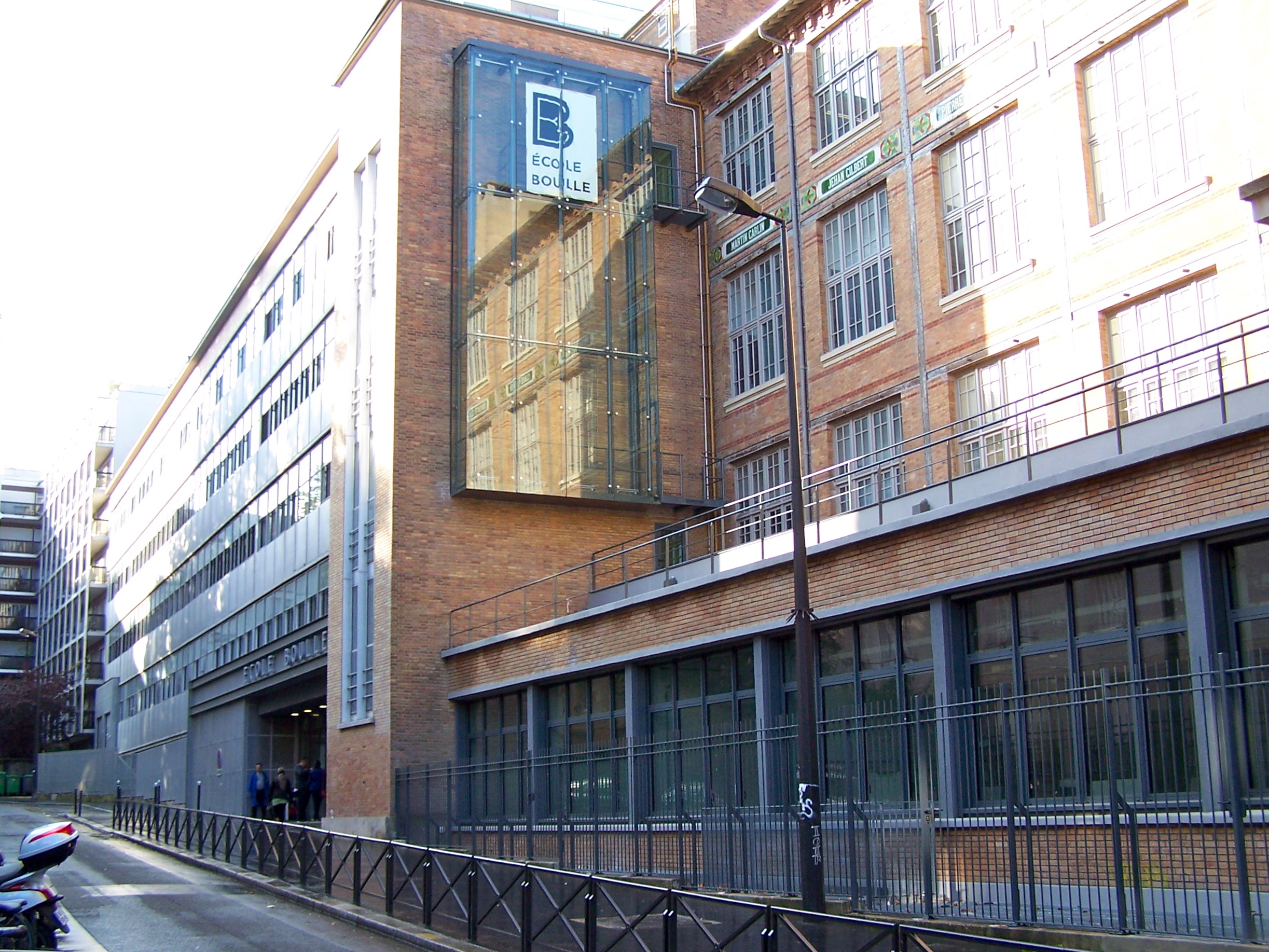
École Boulle

En 1926, M. Gauvreau se déplace à Paris pour y continuer ses études en conception et construction de meubles ainsi qu’en décoration intérieure à l’École Boulle. Il y sera notamment enseigné par le vice-président de la Société des décorateurs-ensembliers de France, Léon Bouchet, et le directeur artistique de la Maison Janselme et directeur de l’École Boulle, André Fréchet.
En 1929, Jean-Marie Gauvreau retourne à Montréal pour y commencer sa carrière professionnelle. Cependant, il poursuivra ses études en obtenant, en 1942, un doctorat en sciences sociales, économiques et politiques de la Faculté des lettres de l'Université de Montréal. Il obtiendra son doctorat avec mention à la suite de la présentation de sa thèse qui porte sur un programme d’organisation de l’artisanat dans un Québec post-seconde guerre mondiale. Ce programme offre l’idée de construire du mobilier en série limitée et numéroté. Ce programme permettrait, selon M.Gauvreau, d’empêcher la copie et la fabrication de masse industrielle. Puisque le mobilier serait seulement produit par groupe de douze, cela offrirait également aux acheteurs un sentiment de propriété unique.

### Carrière

#### Carrière professionnelle
À son retour de France en 1930, Jean-Marie Gauvreau est d'abord professeur d'ébénisterie à l'École technique de Montréal. Son enseignement se rapproche de ce qu’il a appris à l’école Boulle. Les régimes français et anglais, le mélange de l’art déco et de l’art moderne l’inspirent particulièrement lors de ses créations de meubles. De 1932 à 1935, il se voit confier la direction de la section du meuble de cette même école. Il préside par la suite la fondation de la nouvelle École du meuble de Montréal, fondée en 1935, pour finalement y devenir le premier directeur. Il en sera le seul directeur jusqu'en 1958, année où l'École du meuble devient l'Institut des arts appliqués. Il devient directeur de cet institut jusqu'à son intégration au nouveau Cégep du Vieux Montréal en 1968. Il sera d’ailleurs collègue avec Paul-Émile Borduas, qui enseignait également à l’institut, avec qui il travaillera sur d’autres projets.
Cinq ans après la fondation de l’École du meuble de Montréal, il fonde le musée de l’École du meuble. Gauvreau souhaite rassembler des objets des métiers d’arts issus du XVIIe siècle au début du XXe des traditions canadiennes-françaises, d’Europe et des États-Unis.
En collaboration avec Albert Tessier et Paul-Émile Borduas, il crée une enquête à travers la province de Québec sur l’artisanat entre 1936 et 1944 pour le ministère de l’Industrie et du Commerce du Québec.

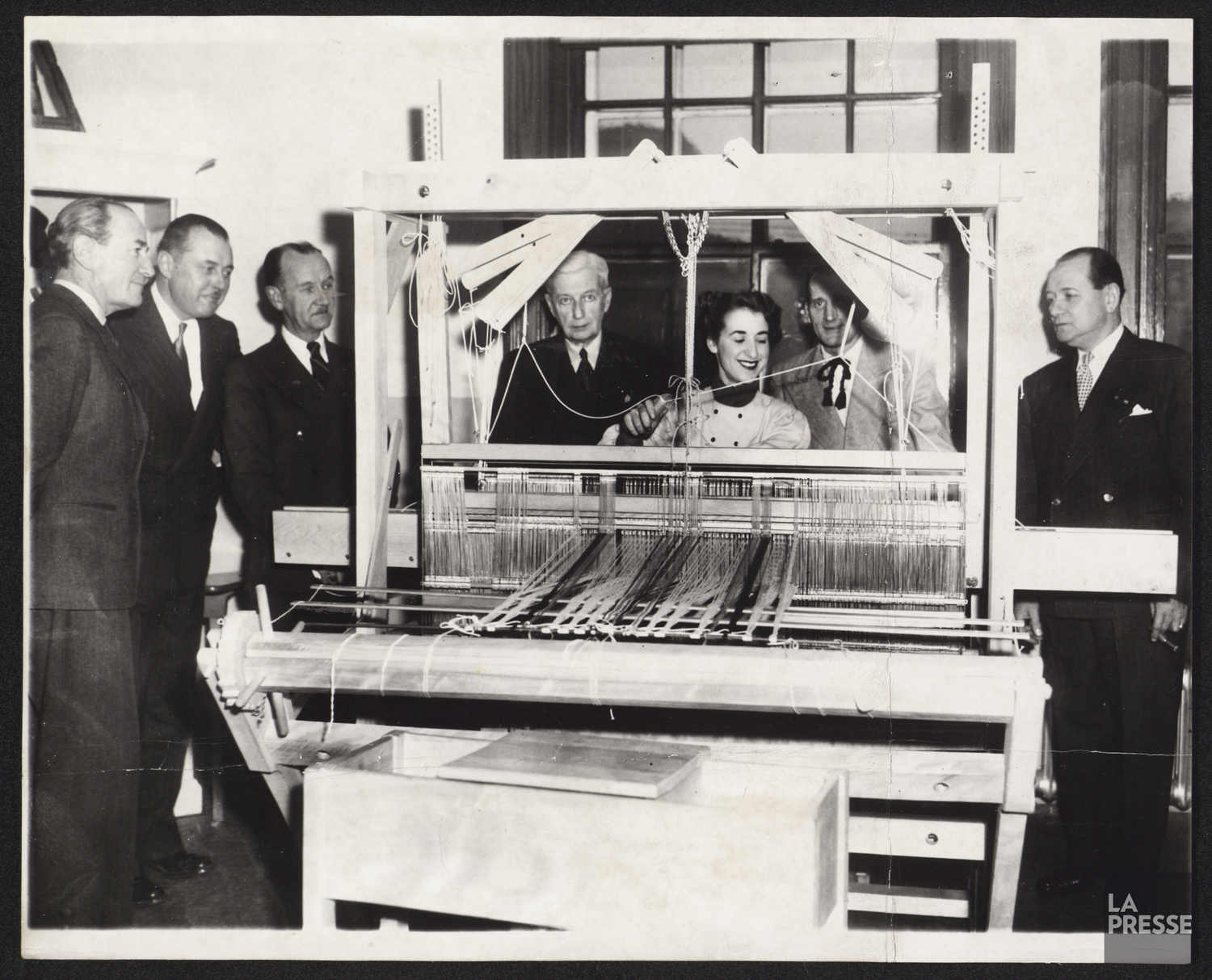
École du meuble de Montréal. Paul Sauvé, Édouard Montpetit, Jean-Marie Gauvreau, Ernest Triat, Jacques Plasse Le Caisne, Vivianne April, Olivier Maurault (p.s.s.) et Joseph Charbonneau lors d'une bénédiction officielle. 1938-1948

En 1950, il fonde la Centrale d’artisanat du Québec et reste à la présidence de l'institution jusqu’en 1963. Il a été le président du premier salon d'artisanat du Québec en 1955.
Les collections, entre autres de meubles anciens, qu'il a accumulées au cours de sa vie, sont présentés au musée des Maîtres et artisans du Québec, anciennement musée d'art de Saint-Laurent.

#### Influence
Jean-Marie Gauvreau, un éminent artiste, a reçu de nombreuses distinctions tout au long de sa carrière, dont la médaille du Grand Prix de l'Artisanat de la Province de Québec. En 1942, il a été élu membre de la Société royale du Canada, en reconnaissance de ses talents en tant que conférencier et écrivain. Sa renommée s'étendait au-delà des frontières nationales, faisant de lui un expert internationalement reconnu dans les domaines des arts appliqués et de l'artisanat. Sa contribution à ces domaines était recherchée à l'échelle internationale, il a également grandement contribué à l'évolution de ceux-ci. Il a aussi partagé son savoir en collaborant avec d'importants journaux et revues canadiens, ainsi qu'avec diverses publications étrangères. En 1970, après son décès la communauté a subi une perte. Sa présence et ses connaissances étaient un atout pour cette dernière.

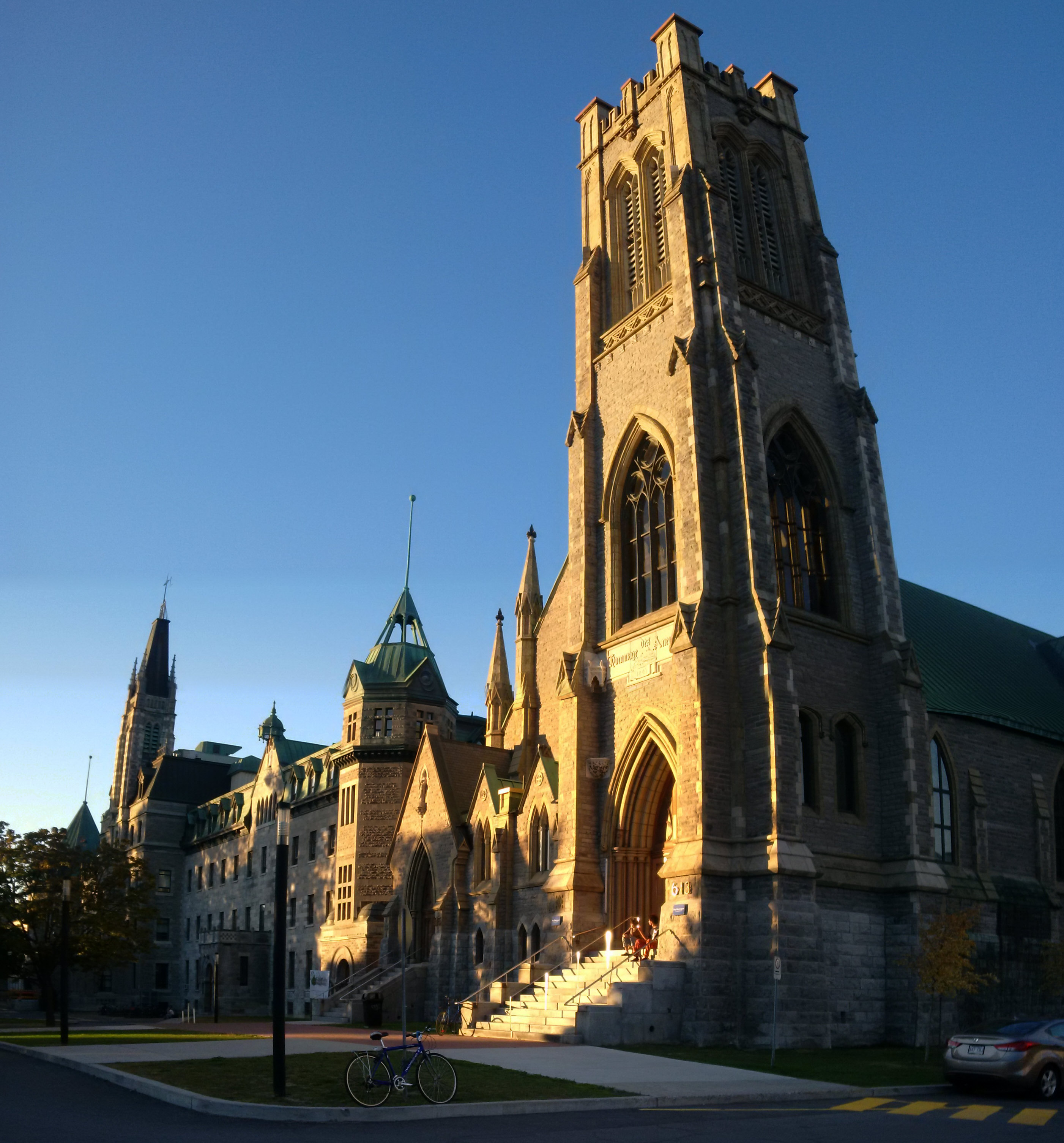
Pavillon Émile Legault du Cégep Saint-Laurent qui abrite le Musée des métiers d'arts du Québec

En 1947, le film "Vieux métiers, jeunes gens," réalisé par l'Office national du film, met de l'avant la formation académique proposée par l'École du meuble de Montréal. Grâce à Jean-Marie Gauvreau, l’institution a connu du succès ainsi que des évolutions pour devenir ultérieurement l'Institut des arts appliqués. En 1930, lorsqu’il revient de Paris, monsieur Gauvreau a été chargé d'organiser un cours d'ébénisterie à l'École technique de Montréal, qui a ensuite évolué pour devenir l'École du meuble en 1935.
L'École du meuble a joué un rôle vital dans l'émergence d'un mouvement artistique au Québec, ainsi que dans la reconnaissance des maîtres et artisans du passé. Plusieurs artistes associés au célèbre manifeste du "Refus global," tel que Borduas en tant que professeur, et Riopelle ainsi que Madelaine Arbour comme élèves, ont été lies à cette institution. Parallèlement à la valorisation des artisans et artistes québécois, Jean-Marie Gauvreau a créé un musée de Meubles anciens et d'objets d'art, dont la collection s'est enrichie au fil des années. En 1962, le musée a bénéficié de la collaboration de Robert-Lionel Séguin. Depuis 2005, la collection de l'École du meuble fait désormais partie du Musée des maîtres et artisans du Québec. Ces documents et films rendent hommage à cette contribution significative à la préservation et à la promotion de l'artisanat et des arts appliqués au Québec.

## Héritage
Au cours de sa carrière, Gauvreau accumule une vaste collection vouée à préserver le patrimoine des métiers d’arts. Marius Barbeau lui vend d’ailleurs plusieurs éléments. Ces objets seront exposés au musée de l’École du meuble jusqu’à la fondation des Cégeps en 1967. À la suite de cela, le ministère de l’Éducation en fera l’acquisition. La collection Jean-Marie Gauvreau fût exposée à l’Expo 67 lors d’un purgatoire de 1967 à 1985. La collection continuera son chemin au Musée des arts décoratifs de 1985 à 1987. Puis de 1987 à 2005, elle sera exposée au musée d’art de Saint-Laurent. Depuis, elle est conservée au MUMAQ.
Le fonds d’archives de Jean-Marie Gauvreau est conservé au centre d’archives de Montréal Bibliothèque et Archives nationales du Québec.

## Distinctions

### Prix
En 1980, l'institution du Prix Jean-Marie-Gauvreau a été établie comme le plus prestigieux honneur attribué dans le domaine des métiers d'art au Québec. Accompagnée d'une bourse de 10 000$, cette récompense est ouverte à tous les membres professionnels du Conseil des métiers d'art du Québec (CMAQ) et a pour objectif de saluer une œuvre ou une collection exceptionnelle créée au cours des cinq dernières années. La Caisse de la Culture Desjardins s'associe au CMAQ en apportant son soutien et en célébrant les métiers d'art d'expression, en parrainant des bourses de 1 000 $ pour les finalistes du prix.
Plusieurs artistes québécois ont remporté ce prix au fil des années comme Catherine Sheedy en 2017, Michèle Lapointe en 2018 et plusieurs autres. De plus, ce prix d'excellence pour les artisans émérites en métiers d'art du Québec a été attribué à Stephen Pon, verrier d’art, pour son œuvre Odyssey.
Jean-Marie Gauvreau (1903-1970) a eu une carrière de premier plan à la tête d'institutions renommées dans le domaine des métiers d'art et des arts appliqués au Québec. En tant que premier Canadien diplômé de la célèbre École Boulle de Paris, Jean-Marie Gauvreau s'est distingué en tant qu'artisan-créateur de meubles, enseignant et directeur de l'École du meuble de Montréal et de l'Institut des arts appliqués.
Jean-Marie Gauvreau reçu la médaille du Grand Prix de l’Artisanat de la province de Québec. Il fut élu membre de la Société royale du Canada en 1943 et remporta la médaille Pierre-Chauveau de la société en 1955. En 1969 il devient officier de l’Ordre du Canada.

### Livres
Artisans du Québec – Jean-Marie Gauvreau – Publié en 1940
Gauvreau, Jean-Marie, 1903-1970 - Artisans du Québec / 80 illustrations en hors-texte. Les Éditions du Bien public, 1940 (Trois-Rivières: Imprimerie du Bien public) 224 p.: ill., portr.; 24 cm. https://fondationlionelgroulx.org/sites/default/files/dlocuments/biblio-lionel-groulx-catalogue-livres.pdf
Nos intérieurs de demain – Jean-Marie Gauvreau – Publié en 1929
Jean-Marie Gauvreau (préf. M. Olivier Maurault, p.s.s.), Nos intérieurs de demain, Montréal, Librairie d'action canadienne-française, le 21 septembre 1929, 92 p. (OCLC 872217069) https://numerique.banq.qc.ca/patrimoine/details/52327/4386735?docref=QtapO0uaCkCx2yOs3u7Fbg&docsearchtext=jean%20marie%20gauvreau
Évolution et tradition des meubles canadiens – Jean-Marie Gauvreau – Publié en 1944
Jean-Marie Gauvreau (Ottawa) MÉMOIRES DE LA SOCIÉTÉ ROYALE DU CANADA, troisième série, Tome XXXVIII, édition imprimé pour la société royale du Canada en 1944 https://numerique.banq.qc.ca/patrimoine/details/52327/4386730?docref=YOCRrQUr3hzUv18I27-0zg&docsearchtext=jean%20marie%20gauvreau
Rapport général sur l'artisanat – Jean-Marie Gauvreau – Publié en  1939
Jean-Marie Gauvreau, Montréal, le 26 avril 1939» A l'honorable Ministre dos Affaires municipales, de 1' Industrie et du Commerce, Hôtel du gouvernement. QUEBEC.https://numerique.banq.qc.ca/patrimoine/details/52327/2988963?docref=VAM4cwobiEH7Ornh9muw-w&docsearchtext=jean%20marie%20gauvreau
L'Établissement des jeunes: l'artisanat – Jean-Marie Gauvreau – Publié en 1961
L'école sociale populaire, 1961, rue Rachel Esl, Montréal https://numerique.banq.qc.ca/patrimoine/details/52327/2241205?docref=tSxFw-JhB7Es5tkq24FXSw&docsearchtext=jean%20marie%20gauvreau
L'enseignement de l'ébénisterie à l'Ecole Technique de Montréal - Jean-Marie Gauvreau - Publié en 1931
Jean-Marie Gauvreau, L'enseignement de l'ébénisterie à l'Ecole Technique de Montréal , Montréal, Imprimerie de l'Ecole Technique, 1931, 12 p. (OCLC 978051378)

#### Ouvrages
- Louise Chouinard, L'École du meuble de Montréal (1935-1958) : son histoire et sa production de mobilier (Mémoire de maîtrise), Québec, Université Laval, 1988, 156 p. (OCLC 22111241, lire en ligne)
- Robert Gagnon et Denis Goulet, La formation d'une élite : Les bourses d'études à l'étranger du gouvernement québécois (1920-1959), Montréal, Boréal, 2020, 542 p. (ISBN 9782764626245), p. 229, 236-238

#### Articles
- Jocelyne Mathieu, « La Centrale d’artisanat du Québec à Montréal », Les Cahiers des dix, no 70,‎ 2016 (ISSN 1920-437X, lire en ligne)
- Gloria Lesser, "Jean-Marie Gauvreau et l'Art déco", Vie des Arts, vol.27, no 10, 1983  (ISSN 0042-5435)

#### Sites internet
- Bélanger, C. (2004). Jean-Marie Gauvreau Artiste - Professeur. L’encyclopédie de l’histoire du Québec.http://faculty.marianopolis.edu/c.belanger/quebechistory/encyclopedia/JeanMarieGauvreau.htm
- MUMAQ. L’épopée d’une collection. Collection Jean-Marie Gauvreau. https://www.mumaq.com/collections/la-collection-jean-marie-gauvreau/https://www.mumaq.com/collections/la-collection-jean-marie-gauvreau/
- Fonds Jean-Marie Gauvreau. Archives Nationales à Montréal.https://advitam.banq.qc.ca/notice/521074https://advitam.banq.qc.ca/notice/521074
- Décès Jean-Marie Gauvreau. Archive sur BAnQ, Le Devoir. https://numerique.banq.qc.ca/patrimoine/details/52327/2777981?docsearchtext=jean%20marie%20gauvreau%20decede
- Ciné-rencontre | Hommage à Jean-Marie Gauvreau. Société québécoise d’ethnologie. https://ethnologiequebec.org/2014/02/cine-rencontre-du-11-mars-2014-hommage-a-jean-marie-gauvreau/https://ethnologiequebec.org/2014/02/cine-rencontre-du-11-mars-2014-hommage-a-jean-marie-gauvreau/
- Gauvreau, Joseph. Ministère de la Culture et Communications du Québec. https://www.patrimoine-culturel.gouv.qc.ca/rpcq/detail.do?methode=consulter&id=7544&type=pgehttps://www.patrimoine-culturel.gouv.qc.ca/rpcq/detail.do?methode=consulter&id=7544&type=pge
- Maison Joseph Gauvreau, Ministère de la Culture et Communications du Québec. https://www.patrimoine-culturel.gouv.qc.ca/rpcq/detail.do?methode=consulter&id=92588&type=bien#https://www.patrimoine-culturel.gouv.qc.ca/rpcq/detail.do?methode=consulter&id=92588&type=bien#
- Marcelle Gauvreau, The Canadian Encyclopedia. https://www.thecanadianencyclopedia.ca/fr/article/marcelle-gauvreauhttps://www.thecanadianencyclopedia.ca/fr/article/marcelle-gauvreau
- Complexe des sciences Pierre-Dansereau, Faculté des sciences UQAM. https://sciences.uqam.ca/complexe-des-sciences-pierre-dansereau/https://sciences.uqam.ca/complexe-des-sciences-pierre-dansereau/
- Collège Sainte-Marie, Service des archives et de gestion des documents UQAM. https://archives.uqam.ca/histoire-uqam/albums-photos-capsules-historiques/15-histoire-uqam/143-college-sainte-marie.htmlhttps://archives.uqam.ca/histoire-uqam/albums-photos-capsules-historiques/15-histoire-uqam/143-college-sainte-marie.html
- Les finalistes du prix de Jean-Marie Gauvreau, Conseil des métiers d'art du Québec 2023. https://matieres.ca/publications/MUMAQ-JMG2021
- La carrière de Jean-Marie Gauvreau, Matieres, https://advitam.banq.qc.ca/notice/521074
- Hommage à Jean-Marie Gauvreau: ÉTUDE ETHNO-HISTORIQUE, e-artexte, https://e-artexte.ca/id/eprint/11297/